# Lindbergite
La lindbergite è un minerale appartenente al gruppo dell'humboldtina scoperto nel 2002 e la cui descrizione è stata pubblicata nel 2004 in base ad un ritrovamento avvenuto nella miniera di Boca Rica, Sapucaia do Norte, comune di Galiléia, stato del Minas Gerais, Brasile. Il minerale è stato approvato dall'IMA ed il nome è stato attribuito in onore di Marie Louise Lindberg che scoprì vari minerali nel giacimento di Sapucaia do Norte, nei pressi di Lavra da Boca Rica.
Questo minerale è l'analogo dell'humboldtina e della glushinskite contenente manganese al posto rispettivamente del ferro e del magnesio.

## Morfologia
La lindbergite è stata scoperta sotto forma di corti cristalli prismatici lunghi da 0,1 a 0,3 mm e di aggregati spessi 0,1 mm costituiti da scaglie irregolari incrociate di 0,03 mm.

## Origine e giacitura
La lindbergite è stata trovata nella pegmatite granitica associata con trifilite, fosfosiderite, frondelite, strengite, cyrilovite, bermanite, rockbridgeite, hureaulite, tavorite, reddingite, heterosite, laueite. In alcuni casi può formarsi per disidratazione dell'ossalato di manganese triidrato.